# Wespe
Il Sd.Kfz.124 Wespe (nome completo: Leichte Feldhaubitze 18/2 Auf Fahrgestell Panzer II - cannone da 18/2 da campagna leggero montato su telaio del Panzer II) fu un pezzo d'artiglieria semovente usato dall'esercito tedesco durante la seconda guerra mondiale.

## Sviluppo
Già durante la campagna di Francia nel 1940, il carro armato più diffuso dell'esercito tedesco, il Panzer II, si dimostrò inadeguato per il combattimento diretto contro altri carri, a causa dell'insufficiente potenza di fuoco e della ridotta corazzatura. Il 4 aprile 1942  fu richiesta una soluzione veloce per fornire un semovente d'artiglieria all'esercito tedesco, utilizzando scafi di veicoli corazzati già disponibili.  Già il 13 maggio fu deciso di utilizzare lo scafo del Panzer II con un obice da 10,5 cm, con l'obiettivo di arrivare alla produzione di serie nella primavera del 1943.
La progettazione del Wespe iniziò a metà del 1942. Alkett sviluppò il nuovo veicolo, che ebbe il numero di identificazione Sd.Kfz. 124,  partendo dal Panzer II Ausf. F, rimuovendo la torretta e sostituendola con un obice da campagna leFH 18M da 105 mm della Rheinmetall-Borsig e con uno scudo corazzato a protezione dell'arma principale. Il motore fu posizionato più avanti e le sospensioni furono modificate, rispetto al Panzer II originario, per rendere più stabile il veicolo durante il rinculo del pezzo da 105 mm. Negli esemplari di produzione più avanzata fu allungato lo scafo e riposizionati più in avanti i radiatori. L'equipaggio del nuovo mezzo era composto da un autista, tre artiglieri ed un capocarro.
La produzione si articolò in diversi stabilimenti, il più importante dei quali fu il FAMO di Varsavia. In totale, furono costruiti 682 Sd.Kfz.124.

## Impiego operativo

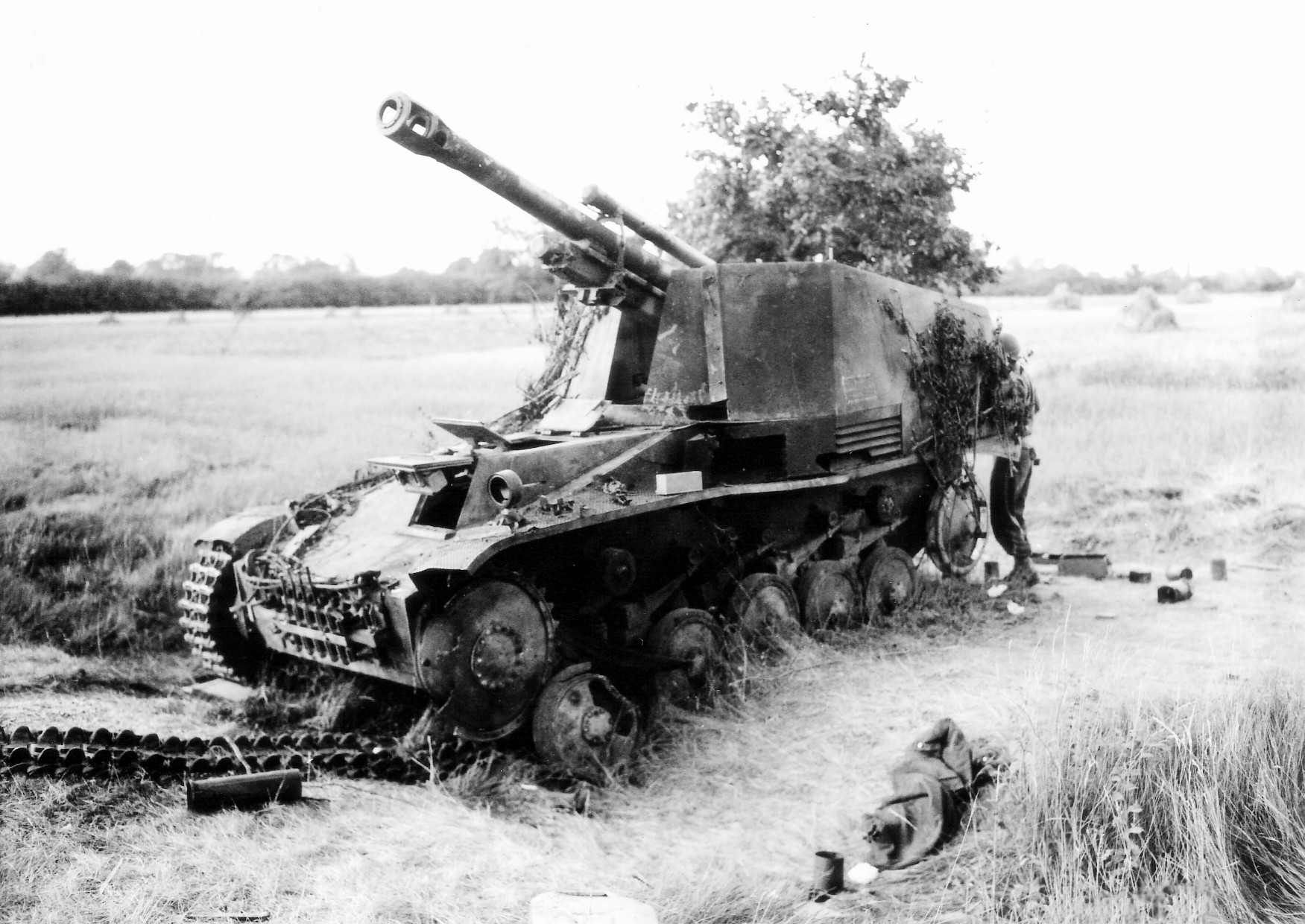
Un Wespe danneggiato nella bassa Normandia, giugno-luglio 1944.

Esistono alcune foto che presentano il Wespe in ambiente Mediterraneo (probabilmente in Sicilia), ma non risulta che sia stato impiegato in combattimento in quella zona di operazioni.
Il Wespe entrò in servizio durante la battaglia di Kursk nel luglio 1943 e vi rimase per tutto il resto della guerra, andando ad equipaggiare le batterie di artiglieria delle divisioni Panzer e Panzergrenadier. Organicamente i Wespe erano inquadrati nella prima e nella seconda batteria (ogni batteria contava sei Wespe) del reggimento di artiglieria (primo gruppo). Si dimostrò affidabile ed efficace, tanto che Hitler ordinò di indirizzare tutta la produzione degli scafi di PzKpfw II per la costruzione del Wespe.
Progettato per fornire supporto alle prime linee, rimanendo alle spalle di esse, il Wespe non poteva affrontare uno scontro diretto con i mezzi corazzati nemici. Tuttavia, nel caso si verificasse questa sventurata evenienza, era dotato di alcuni proiettili perforanti. Sul campo di battaglia le batterie di Wespe erano dirette da osservatori avanzati dotati di radio, per evitare un'imprudente esposizione dei veicoli al fuoco nemico.

## Variante disarmata
Sulla base del Wespe fu sviluppata una variante disarmata per il trasporto di munizioni, il Sf.auf. Fgst. PzKpfw II. La sua funzione era quella di rifornire sul campo di battaglia le batterie di Sd. Kfz.124, trasportando un massimo di 90 proiettili da 105 mm. Sf.auf. Il Fgst. PzKpfw II fu costruito in circa 150 esemplari.